# Anki (företag)
Anki är en finsk textilindustri som grundades i Kaavi i Norra Savolax år 1968. Sedan dess har Anki designat, marknadsfört och producerat skräddarsydda, handvävda mattor i eget väveri i Kaavi.
År 1989 gick företaget över i Peggy Björnbergs ägo. Hon öppnade den första Ankibutiken (Anki Shop) i Helsingfors centrum och koncentrerade merparten av försäljningen till den.
År 2011 gick företaget över i Oscar Pauls ägo.
År 2012 Charlotta Björnberg-Paul blir ny ledare för Anki.

## Ankimatta
Anki använder naturliga råmaterial som bomull och linne. Varje bomullsremsa rivs skilt för hand med tanke på kundens val av mönster. Remsorna tvättas noggrant före färgningen, så att kunden får en matta gjord av rena råvaror. Det gör även att färgen på den slutliga mattan är konstant och stämmer överens med kundens önskemål. Linnevarpen är en nyckelingrediens i Ankimatta. Historiskt sett har nordiska mattor tillverkats med varp av linne.